# Sd.Kfz. 2
Sd Kfz 2 — німецький напівгусеничний мотоцикл періоду Другої світової війни. Також відомий як Kleines Kettenkraftrad HK 101 (тр. «Кля́йнес Кеттенкрафтрад», пер. «малий гусеничний мотоцикл»), або скорочено Kettenkrad (тр. «Кеттенкрад»).

## Історія
Мотоцикл був розроблений компанією NSU Motorenwerke та запатентований у 1939 році. За різними даними, був уперше застосований німецькими військами або під час вторгнення на Крит, або під час вторгнення в СРСР у 1941 році. Пізніше виробництво за ліценцією налагодила компанія Stoewer, яка випускала до 10% всіх Kettenkrad.
Всього було випущено близько 8345 машин до завершення виробництва 1944 року. Після війни близько 550 машин також було виготовлено для сільськогосподарських потреб до 1948 року[джерело?].

## Опис
Машина є напівгусеничною, з переднім кермовим колесом мотоциклетного типу. При повороті керма спрацьовують гусеничні гальма, що забезпечують менший радіус повороту. Кожна гусениця має чотири опорних котки та ведучий коток спереду.
Також існував причіп Sonderanhänger 1, що міг нести до 350 кг навантаження.

## Галерея

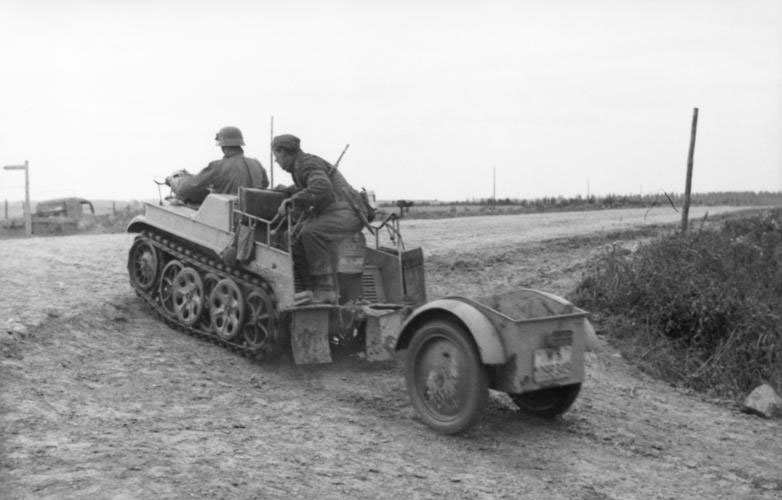
Kettenkrad з причепом Sonderanhänger 1
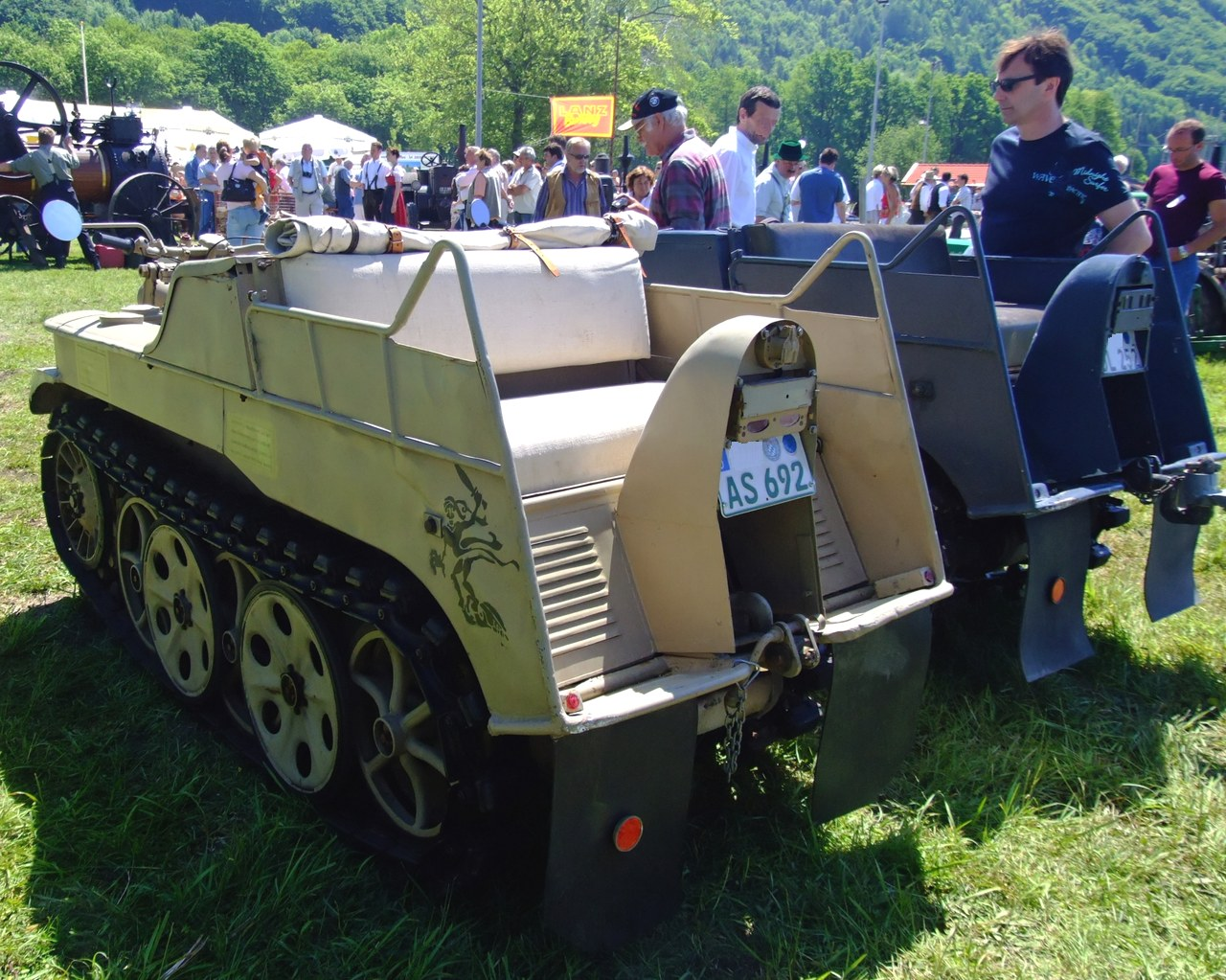
Вид ззаду
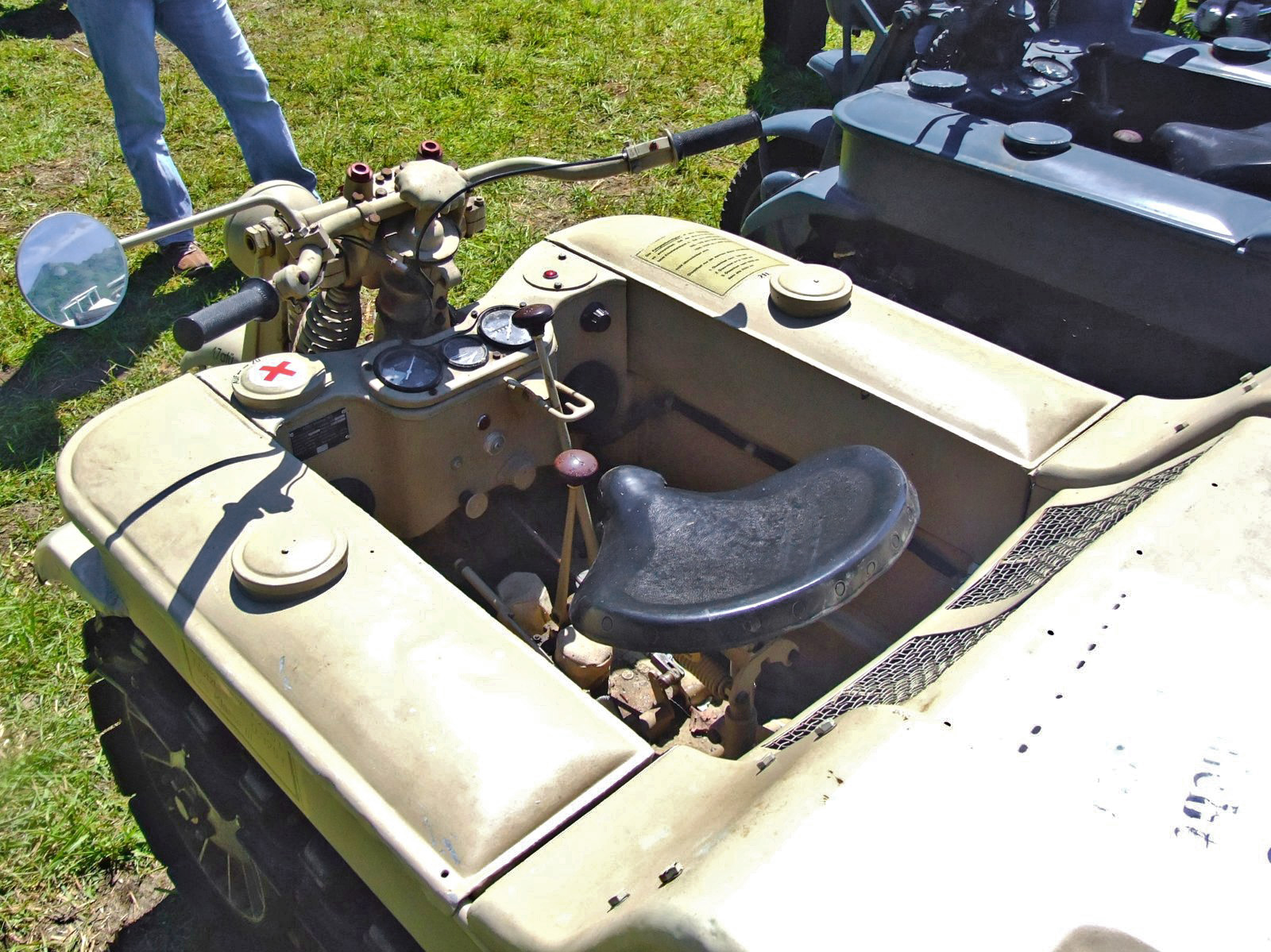
Місце водія
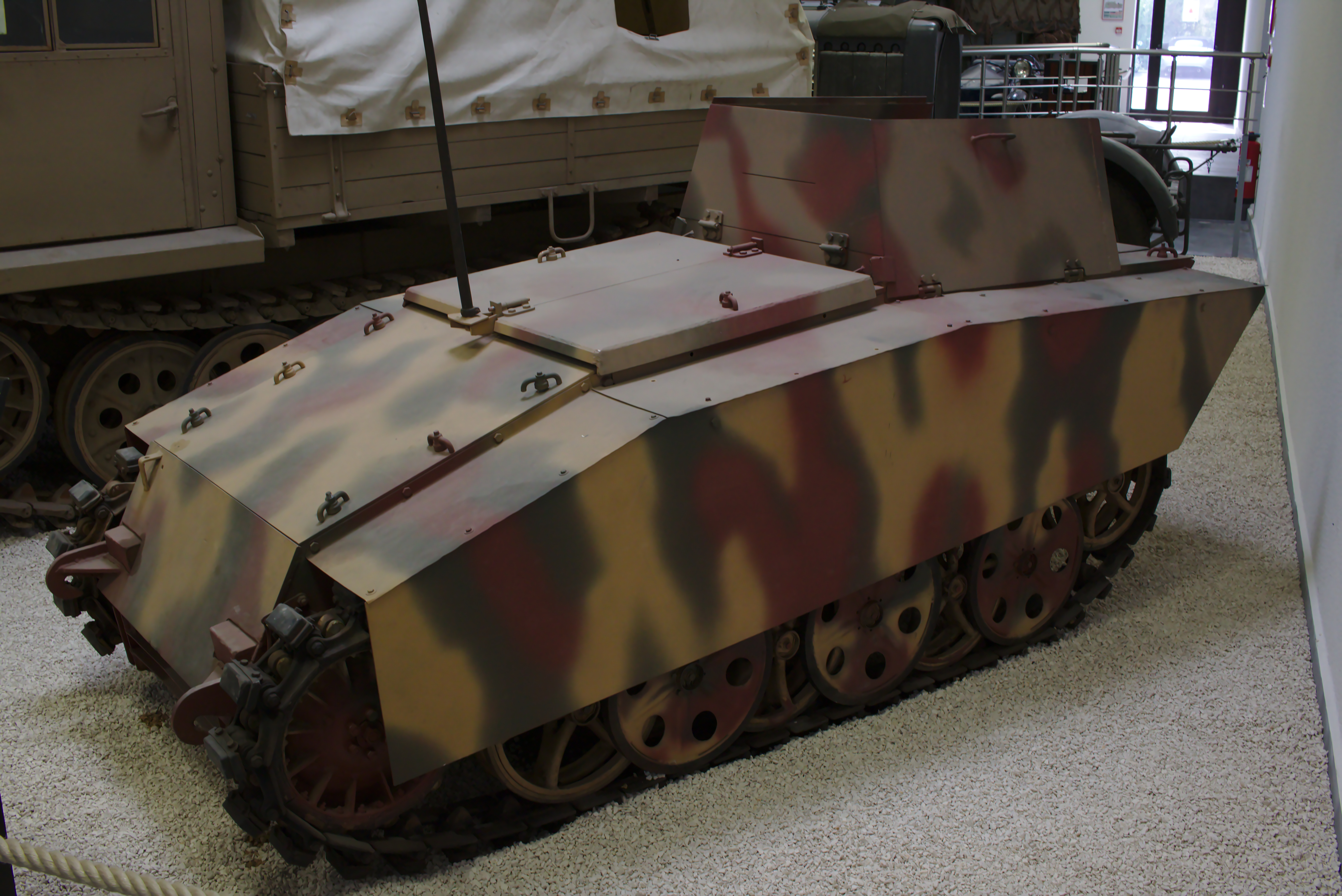
Sd Kfz 304 Springer